# Benelli M3
La Benelli M3 es una escopeta de corredera o semiautomática, según el modelo, diseñada y fabricada por el fabricante de armas de fuego italiano Benelli.
La M3 tiene capacidad para un máximo de ocho cartuchos y usa el sistema de tiro semiautomático patentado por Benelli usado por primera vez en la M1. La M3 destaca por permitir al usuario la opción de disparar en modo semiautomático o en acción de bombeo (empujar el guardamanos hacia atrás y luego hacia delante). Es fiable y versátil y ha gustado tanto a policías como a deportistas.

## Historia
La Benelli M3 es una versión actualizada de la escopeta Benelli M1. La M3 usa el mismo sistema semiautomático por inercia de retroceso usado en la M1, pero con el añadido de otro sistema patentado por Benelli, que permite al tirador cambiar de modo semiautomático a acción de bombeo en cuestión de segundos. La palanca que conmuta el modo de disparo se halla delante del guardamano y tiene forma de anillo. La rotación de este anillo activa los mecanismos de acción de bombeo y anula el sistema semiautomático mediante retroceso, o desactiva la acción de bombeo y desbloquea el sistema semiautomático. Esto aumenta la versatilidad de la escopeta, permitiendo disparar munición de poca potencia (generalmente para propósitos especiales, como perdigones de goma no-letales o proyectiles de gas lacrimógeno) en modo acción de bombeo y disparar postas o perdigones de máxima potencia en modo semiautomático.
El depósito tubular situado bajo el cañón normalmente contiene 8 cartuchos en las versiones militares o policiales y algunos menos en las versiones civiles.
La M3 Super 90 está disponible en diversas longitudes de cañón y en varias opciones de culata, con culata fija y empuñadura de "semi-pistola" o culata plegable y pistolete. Dispone también de varios mecanismos de puntería, desde alzas y puntos de mira (típicos de las escopetas) hasta miras holográficas o miras telescópicas de pocos aumentos además de otros accesorios como linternas tácticas o punteros láser.

## Variantes

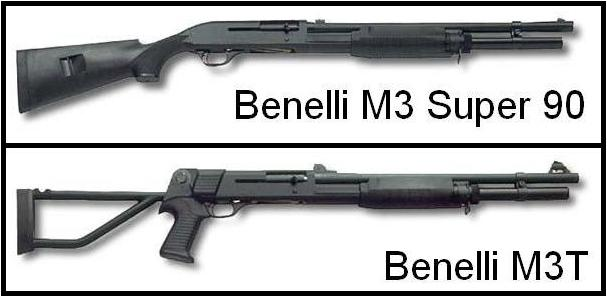
Dos variantes de la Benelli M3.

La Benelli M3 tiene diversas variaciones. Cabe destacar la M3 Super 90, que dispone de un cajón de mecanismos más pequeño. También existe una versión recortada - más sencilla de transportar - usada por la policía.